# بيدير كريستيان أندرسن
بيدير كريستيان أندرسن (بالنرويجية: Peder Chr. Andersen)‏ (و. 1892 – 1964 م) هو لاعب كرة قدم، وصحفي، ومحرر، وحكم كرة قدم نرويجي، توفي عن عمر يناهز 72 عاماً.

## جوائز
حصل على جوائز منها:
- King's Medal of Merit [الإنجليزية]‏
- Knight of the Order of the Dannebrog  [لغات أخرى]‏.

## روابط خارجية
- بيدير كريستيان أندرسن على موقع أوليمبيديا (الإنجليزية)